# Послідовники караїмізму
У світі налічується понад 30 000 послідовників караїмізму, основна країна їх проживання - Ізраїль. Також караїмізм сповідують на території України,  Литви, Польщі, Туреччини, США, Росії. До середини XX століття караїмські громади існували також на території Ірану, Іраку, Сирії та Єгипту.
Велика частина віних караїмізму визнає свою приналежність до єврейського народу, але більшість караїмів, які проживають у Польщі, Литві, Україні та Росії, в даний час відносить себе до караїмської народу, що сповідує самостійну релігію, яка не є частиною юдаїзму, а також інші релігії. Ю. Полканов і В. Тіріякі визначають караїмізм як самостійну синкретичну релігію, основу якого складає Танах (Старий Завіт). Велику роль у формуванні етнічної ідентичності караїмів Східної Європи зіграла доктрина деюдаізації караімізму С. Шапшала.

## Внесок караїмів до єврейської культури
Караїми зіграли надважливу роль в розвитку масори і постановки наголосів у єврейській мові (Некудот). Значна участь караїмів в Алії, починаючи з давніх часів, був прикладом і стимулом для євреїв-раввіністов. Караїм Моше Марзук стояв на чолі сіоністського підпілля в Єгипті в 1950 роки (див. Операція «Сусанна»).

## Ізраїль
Караїмські громади існують на території сучасного Ізраїлю з IX століття. У сучасному Ізраїлі караїми розглядаються як релігійна течія всередині єдиного єврейського народу. Більшість караїмів прибуло до Ізраїлю з Єгипту, а також Іраку і Туреччини. У 1990-х роках в Ізраїль прибуло кілька сот караїмів і осіб змішаного походження з країн СНД. У їх числі - Авраам Кефели (Олексій Головачов) - газзан ашдодської караїмської громади, секретар Духовного Правління караїмів Ізраїлю.
Караїмська громада офіційно не була визнана державою до постанови Верховного суду Ізраїлю, прийнятої 1995 року, що зрівнює караїмський релігійний суд в правах з релігійними судами інших громад. Найбільші громади розташовані в Рамлі, Ашдоді, Беер-Шеві, Офакімі, Араді, Бат-Ямі, Єрусалимі та мошавах Мацліах, Бейт-Езра і Ранен. Чисельність караїмів в Ізраїлі сягає близько 15 тисяч осіб.
На караїмів поширюється так званий «Закон про повернення», що закріплює за всіма євреями світу і їх нащадками, а також членами їх сімей, право на репатріацію до держави Ізраїль і надання ізраїльського громадянства. В Ізраїлі караїми вважаються частиною єврейського народу (оскільки євреями визнаються люди, які сповідують юдаїзм, незалежно раввіністичного або караїмського спрямування і незалежно від мови спілкування), а ортодоксальні євреї («раввіністи») говорять про караїмів як про євреїв, що помиляються. Тому, згідно з цим законом, особи караїмського походження (включаючи внуків караїмів) мають право на репатріацію і отримання ізраїльського громадянства нарівні з євреями-раввіністами.

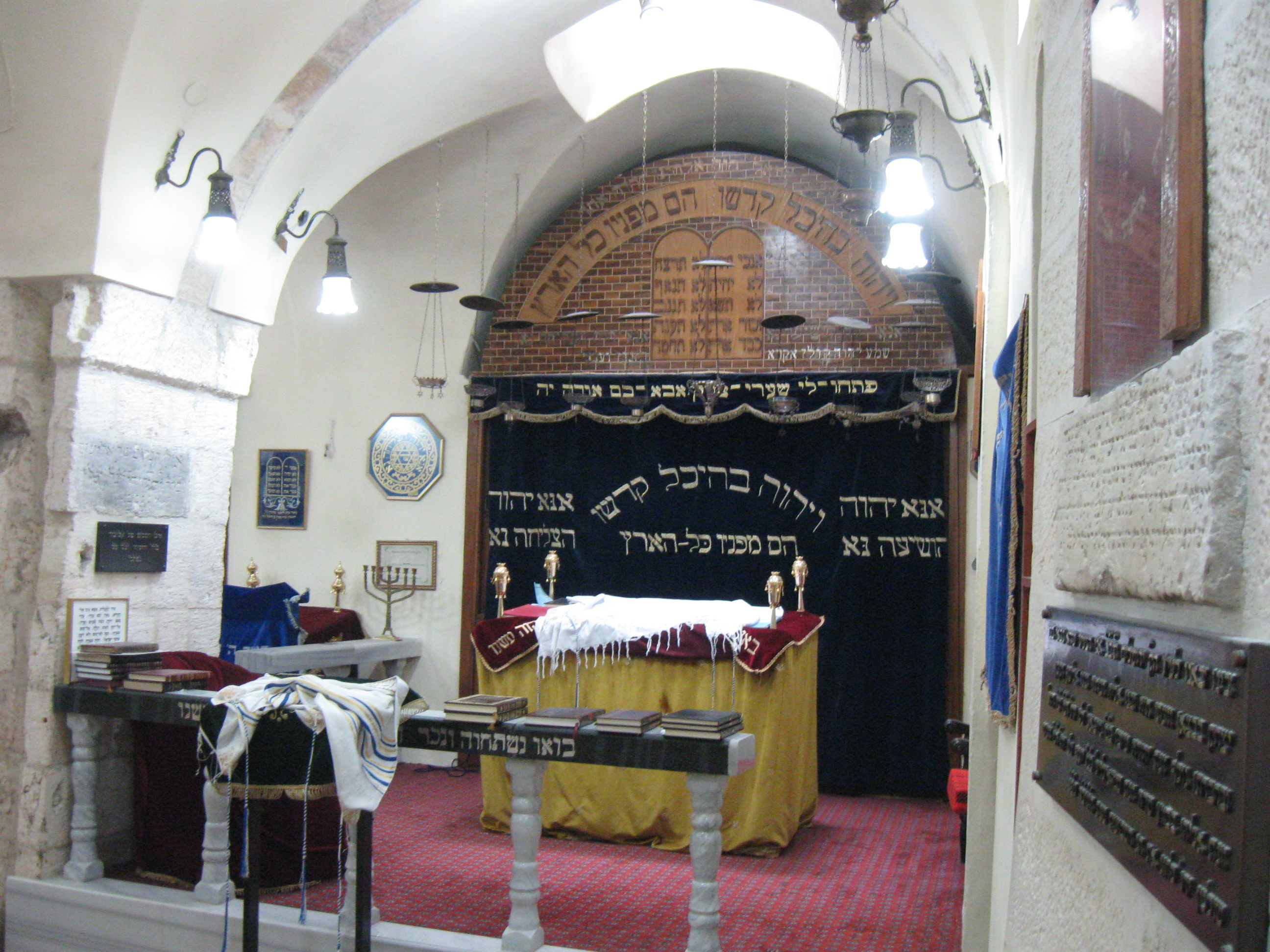
Караїмська синагога в Єрусалимі

Шлюби, укладені за прийнятими у караїмів традиціям, з точки зору раввіністичної Галахи розглядаються як законні, однак розлучення, скоєні за цими традиціями, раввіністами не визнаються. Тому в минулому деякі галахічні авторитети, починаючи з Маймоніда, забороняли шлюби між караїмами і раввіністами: оскільки дитина, народжена не від чоловіка одруженою (не розлученою) жінкою - мамзер (тобто незаконнонароджена). Однак в XVI столітті найбільший авторитет свого часу рабин Радваз висловив точку зору про те, що шлюби караїмів з точки зору Галахи недійсні, а, значить, в їх середовищі немає і незаконнонароджених. Попри ці суперечності, Головний Рабинат Ізраїлю прийняв точку зору відомого сучасного галахічного авторитету Овад'ї Йосипа, який дозволив шлюби раввіністів з караїмами, що згодні з приписами Галахи. Караїми і раввіністи, як і інші громадяни Ізраїлю, можуть укладати цивільні шлюби за кордоном або в посольствах інших країн на території Ізраїлю, ці шлюби мають повну громадянську рівноправність з релігійними шлюбами.
Караїми несуть обов'язкову військову повинність нарівні з євреями-раввіністами.

## Єгипет
До середини XX століття існувала караїмська громада в Єгипті. В Олександрії і Каїрі діяли караїмські синагоги. Головним Хахам в громаді караїмів Каїра був Авраам Коген, а в 1934-1956 рр. Товія Сімович Леві-Бабович, запрошений єгипетськими караїмами на цю посаду після закриття кенас в СРСР. Створення держави Ізраїль привело до масової еміграції караїмів з Єгипту. Після смерті останнього Хахама караїмська громада Єгипту припинила своє існування.

## Туреччина
Стамбул був одним з основних центрів караїмізму в середні віки. У XIV столітті в Стамбулі було 7 караїмських синагог. Відомі гахами караїмської громади Туреччини:
- Самуїл Бєгі, 1642 р.
- Симха бен Соломон, 1772 р.
- Ісаак Коген, 1839 р.

В результаті процесів міграції і депопуляції караїмська громада Стамбула зменшилася з 3000 осіб в XIX столітті до менше 100 осіб на початку XXI століття. У Стамбулі діє старовинна караїмська кенаса, є кладовище і благодійне товариство. Члени громади - в основному люди похилого віку.

## США
У США проживає приблизно кілька тисяч караїмів; караїмська громада представлена в основному вихідцями з країн Близького Сходу. В Дейлі-Сіті поблизу Сан-Франциско, діє караїмська синагога.

## Караїми Східної Європи

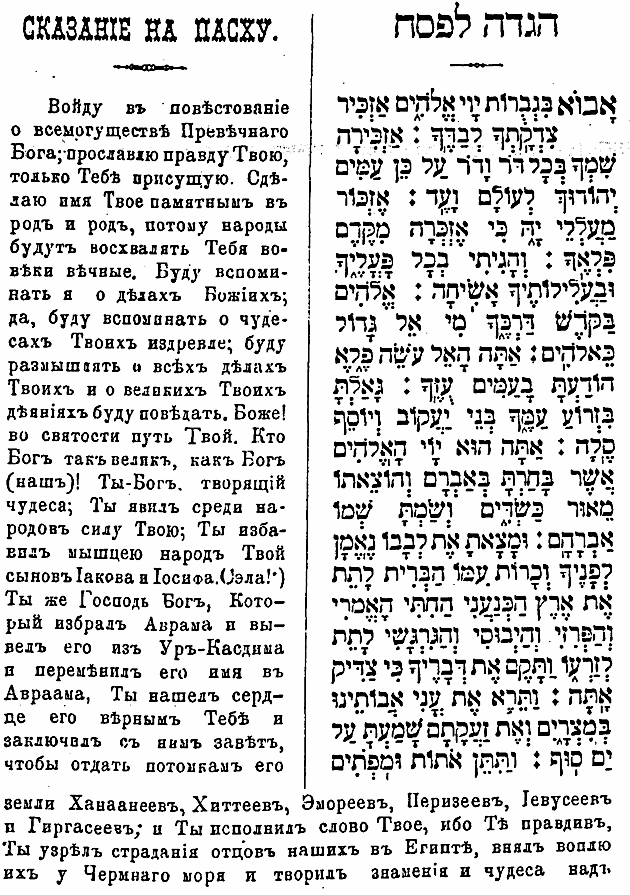
Сказання на Пасху за караїмським звичаєм давньоєврейською та російською мовами. Одеса 1901.

Протягом значної частини своєї історії караїми Східної Європи, подібно їх одновірців в інших країнах, не відокремлювали себе від юдейської культурної сфери.
У Російській імперії на караїмів не поширювалися більшість дискримінаційних законів, що призвело до посилення антагонізму між караїмами та юдеями-равіністами. У 1837 році було створено Таврійське і Одеське караїмське духовне правління. У 1936 році польським Сейм затвердив статут про «Караїмське релігійне об'єднання». За статутом караїмські священики вважалися державними службовцями і отримували щомісячну плату.
У 1941 році, під час з'ясування нацистами питання, чи є караїми євреями, ряд православних і католицьких ієрархів висловлювали точку зору, що караїмізм є окремою релігією.
В даний час послідовники караімізму в Польщі, Литві, Україні, Росії вважають караїмізм окремою релігією, що відображено в офіційному визнанні цієї релігії як самостійної законами Литви й України. Аналогічної точки зору дотримується Президент Української асоціації релігієзнавців Анатолій Колодний, а також помічник головного рабина Києва та України, адвокат Геннадій Білорицький. При цьому Православна енциклопедія, видавана церковно-науковим центром Російської православної церкви і Енциклопедія історії України, описують караїмізм як єврейську секту.
Спочатку богослужіння проводилосястароєврейською, з 30-х років XX століття - караїмською і російською мовами.

### Україна

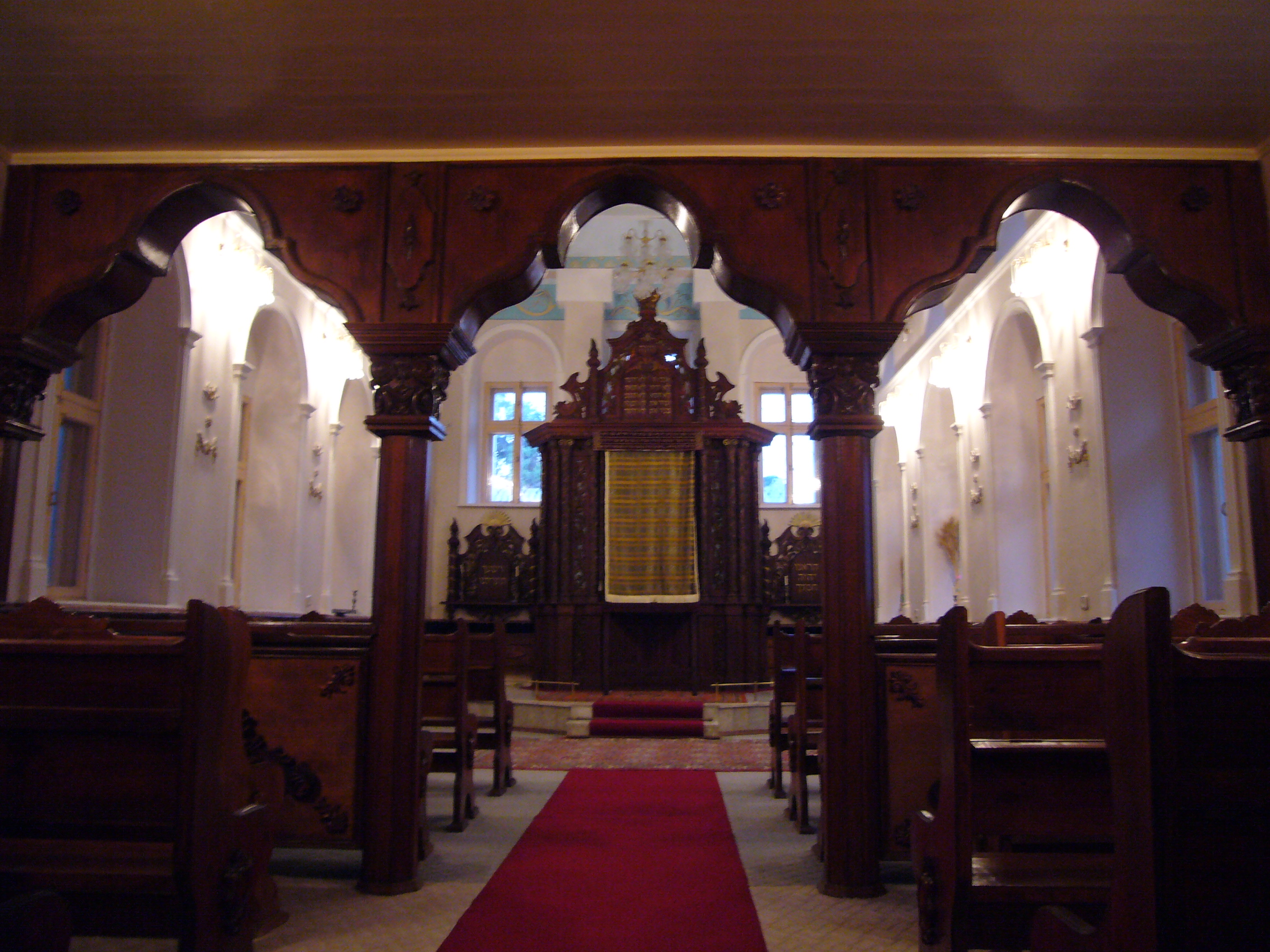
Інтер'єр Малої кенаси в Євпаторії

Основною релігійною організацією караїмів України в 2000-2015 роках було Духовне управління релігійних організацій караїмів України, в яке входили громади Євпаторії, Києва, Дніпропетровська, Сімферополя, Харкова та Феодосії. Першим головою Духовного управління був Давид Ель, а в 2011-2015 роках - Віктор Тіріякі. У жовтні 2011 року Духовне управління ініціювало видання щоквартального бюлетеня «Известия Духовного Управления религиозных организаций караимов Украины», що випускався в Євпаторії як наступник «Известий Таврического и Одесского караимского Духовного правления». Після російської анексії Криму єдина діюча кенаса на території України лишилася в Харкові в управлінні Харківської караїмської релігійної громади під керівництвом прозеліта Олександра Дзюби. Кенаси збереглися в Бердянську, Києві та Миколаєві. Проте, вони не використовуються за прямим призначенням. За повернення караїмській громаді київської кенаси виступає Олександр Арабаджи - голава Київської караїмської релігійної громади, заслужений працівник культури України, член Ради з питань етнонаціональної політики при Президентові України.
Станом на 1 січня 2019 року в Україні зареєстровано чотири караїмські релігійні організації (громади).

### Литва
Караїмська релігійна спільнота законом «Про релігійні громади і спільноти» зарахована до дев'яти традиційно існуючим в Литві релігійним громад, що є частиною історичного, духовного і соціальної спадщини. У сучасній Литві є діючі караїмські храми-кенаси в Вільнюсі і Тракаї (кенаса в Паневежисі була знесена за радянських часів), функціонують караїмські кладовища (в Вільнюсі є спільний татарсько-караїмський цвинтар, розділене, втім, на дві частини). Видано повний караїмський молитвослов караїмською мовою. За даними останнього перепису Литви (2011 рік) в країні налічувалося 241 караїмів. Прихильників караїмізму при цьому виявилося 310 осіб, з них не менше 120 некараїмів.

### Польща

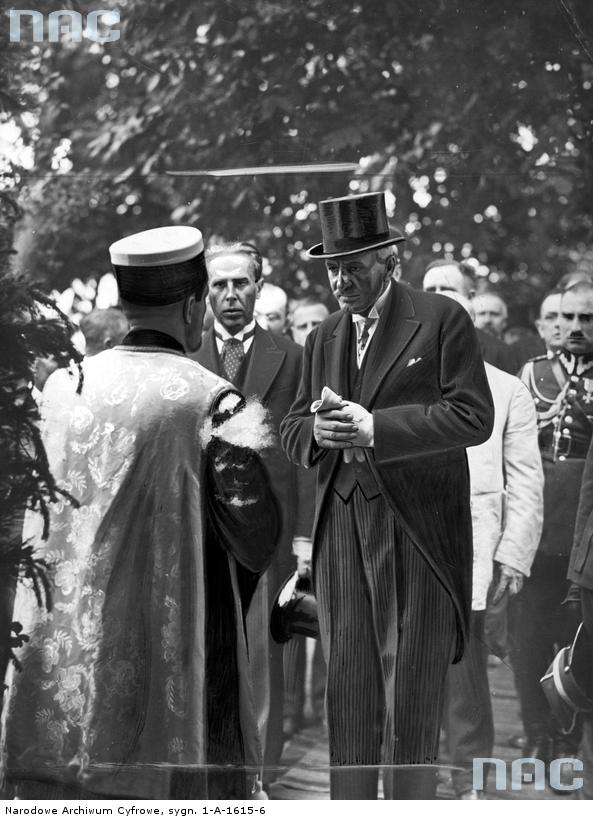
Президент Польської Республіки Ігнацій Мосцицький під час зустрічі з караїмським духовеством в Луцьку. Червень 1929 року.

Сучасні караїми Польщі сприймають себе етнічною спільнотою і в більшості своїй втратили релігійну самоідентифікацію. Діючих релігійних громад немає, хоча формально існує Караїмська релігійний союз Польщі, який діє на підставі рішення Сейму від 21 квітня 1936 року. Глава управління союзу професор Шимон Пілецький. Остання в Польщі кенаса у Вроцлаві закрилася 1989 року. У Варшаві проживає 41 член союзу. Є окремий караїмський цвинтар у Варшаві.

### Росія
У 1995 році в Росії було зареєстровано Всеросійське релігійне об'єднання «Духовне Управління караїмізму в Росії» (голова Духовного ради - Ілля Фуки), нині недіюче в зв'язку зі смертю голови. У 2008 році Мін'юст РФ включив це об'єднання до списку організацій, щодо яких керівництво відомства планує ініціювати ліквідацію в судовому порядку.
У 2002-2007 роках в Ростові-на-Дону функціонувало «Ростовське-на-Дону релігійне об'єднання" Джан" ("Душа"), яка сповідує караїмізм» (голова (старший газзан) - Ігор Бобович) .
Крім етнічних караїмів, на Півдні Росії та в Ростові-на-Дону проживають етнічні росіяни (суботники), які сповідують караїмізм. Оскільки самі караїми не приймали прозелітів, контакти суботників з кримськими і литовськими караїмами були епізодичними.
У зв'язку з анексією Криму Російською Федерацією було зареєстровано і перереєстровано кримські караїмські релігійні організації, зокрема, в 2016 році пройшла перереєстрацію Централізована релігійна організація «Духовне управління караїмів Республіки Крим» (колишнє Духовне управління релігійних організацій караїмів України), головою якої був обраний євпаторійський газзан Віктор Тіріякі. Офіційним друкованим органом Духовного управління є «Известия Духовного управління караїмів Республіки Крим» .
На кінець 2018 року в Російській Федерації зареєстровано сім караїмських релігійних організацій: шість місцевих і одна централізована .